# Landschaftsschutzgebiet Bachlauf östlich Loßbruch

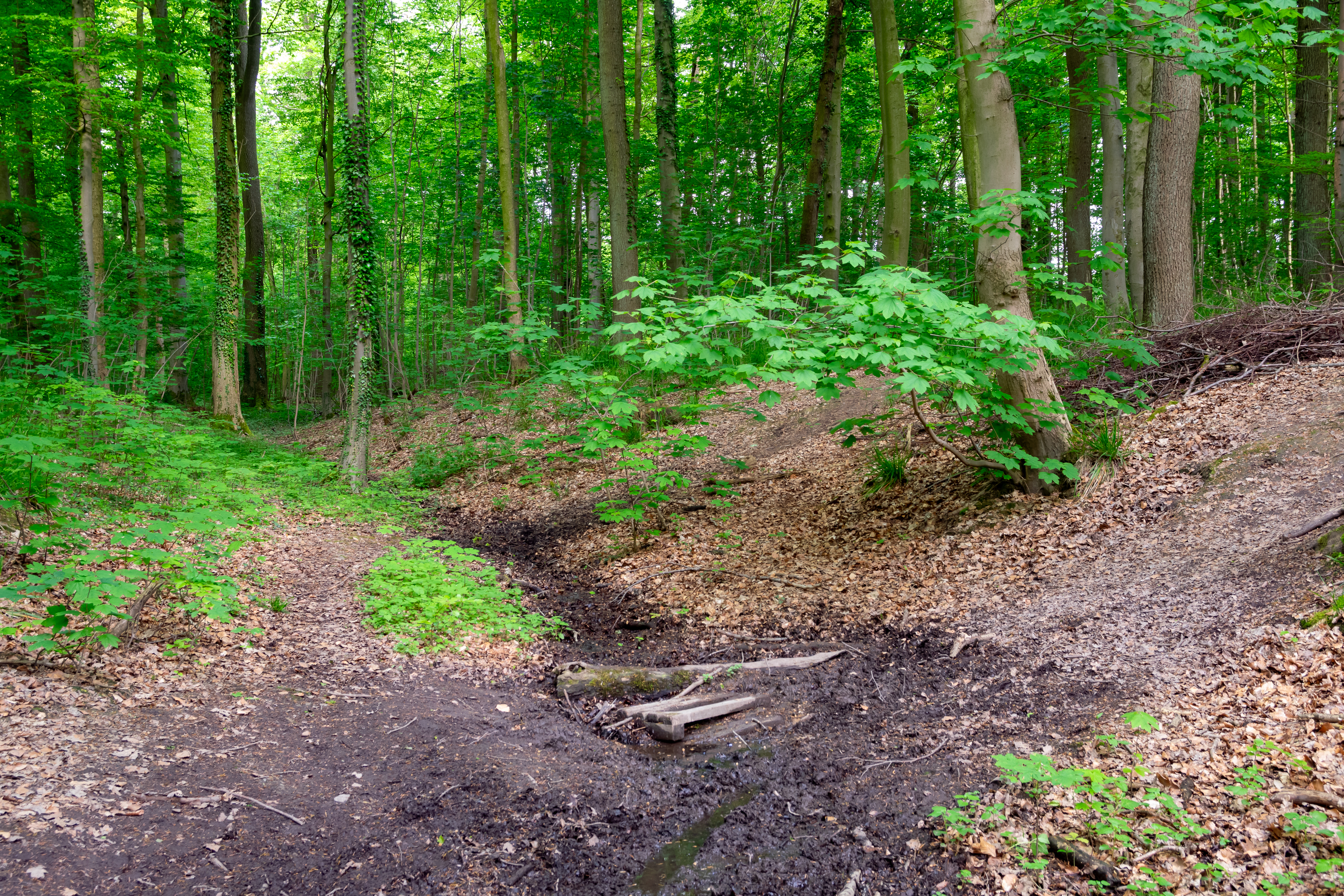
Waldbereich

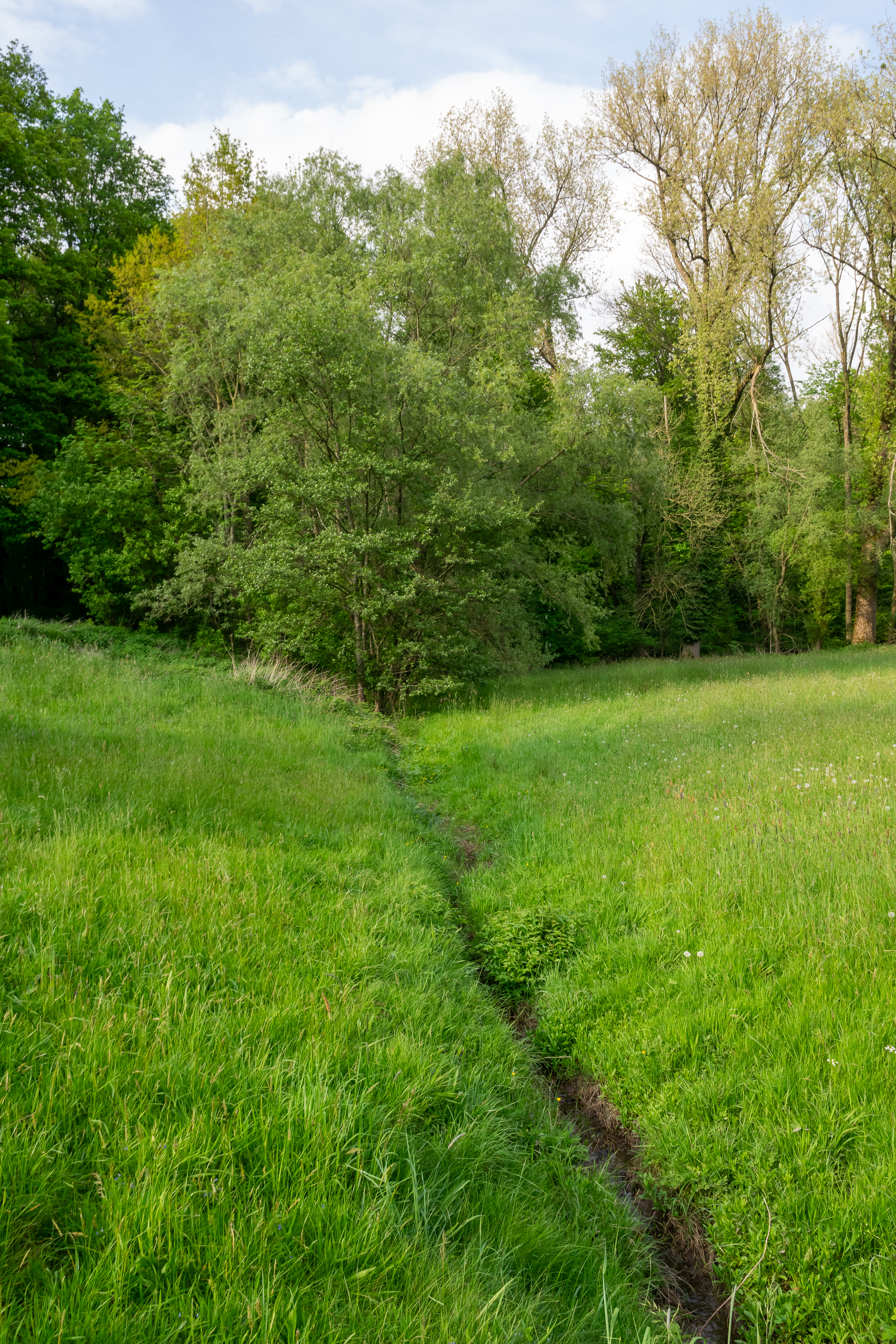
Bachverlauf durch die Wiese im südwestlichen Teil

Das Landschaftsschutzgebiet Bachlauf östlich Loßbruch mit etwa 18 ha Flächengröße liegt im Stadtgebiet von Detmold östlich von Loßbruch. Es wurde 2006 mit dem Landschaftsplan Detmold durch den Kreistag des Kreises Lippe als Landschaftsschutzgebiet (LSG) ausgewiesen.

## Beschreibung
Das LSG umfasst einen alten Eichen-Buchenwald mit Stammdurchmessern um 60 cm und hohem Totholzanteil. Im Landschaftsschutzgebiet liegen auch zwei
schmale, leicht mäandrierende Bäche und Grünlandbereiche. Beide namenlose Bäche haben eine sandig-kiesiger Sohle. Beide Bäche werden von einem Erlen-Ufergehölz gesäumt.
Zum Wert des Schutzgebietes führt der Landschaftsplan aus: „Der Wald hat hier eine besondere Bedeutung als naturnaher Lebensraum in einem ansonsten landwirtschaftlich genutzten Gebiet.“

## Schutzzwecke für das LSG
Laut Landschaftsplan erfolgte die Ausweisung des LSG
- „zur Erhaltung und Wiederherstellung der Leistungsfähigkeit des Naturhaushaltes in ökologisch besonders wertvoll strukturierten Bereichen mit Wasser-, Klima- und Biotopschutzfunktionen,“
- „zur Erhaltung und Wiederherstellung von Quellbereichen und naturnahen Fließgewässern, Wald- und Grünlandbereichen unterschiedlicher Feuchtestufen, Feldgehölzen, Hecken und Obstwiesen,“
- „zur Erhaltung morphologisch ausgeprägter Bereiche zur Sicherung der landschaftlichen Eigenart und Vielfalt für die Erholung,“
- „zur Erhaltung wertvoller Biotopkomplexe aus Wald-Grünlandbereichen, Fließgewässern und Quellen sowie Biotopen nach § 62 LG mit wichtigen Refugial-, Puffer-, Trittstein- und Vernetzungsfunktionen,“
- „zur Erhaltung und Wiederherstellung wichtiger Rückzugsräume für die bedrohte Tier- und Pflanzenwelt,“
- „zur Sicherung der das Orts- und Landschaftsbild gliedernden und belebenden und die dörflichen Siedlungsstrukturen prägenden Freiraumelemente.“[1]

## Rechtliche Vorschriften
Im Landschaftsschutzgebiet ist unter anderem das Errichten von Bauten und Fischteichen verboten. Grün- und Brachland darf nicht in eine andere Nutzungsart umgewandelt oder umgebrochen werden.